# サンクト・ゴアル線

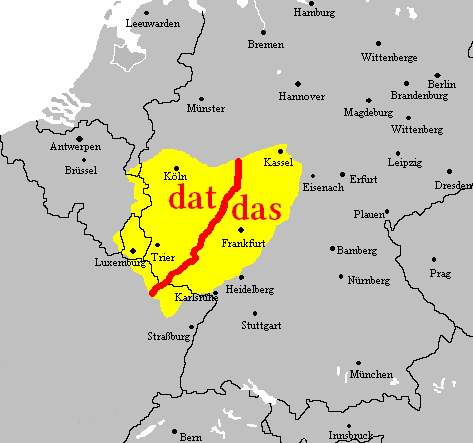
サンクト・ゴアル線（赤線）

サンクト・ゴアル線（ドイツ語: Das-dat-Linie, was-wat-Linie、英語: Sankt Goar line）は、ドイツ西部のライン川の畔の町サンクト・ゴアル（Sankt Goar）にある等語線。
この線を境に語末が北では t(dat,wat) となり、南では s(das,was) と分かれる。このことから、ドイツ語でDas-dat-Linie（ダス・ダット・リーニエ）もしくは was-wat-Linie（ヴァス・ヴァト・リーニエ）と表記される。